# Amber Moore

Ambrosia "Amber" Moore (för detta Forrester, Ashby och Romalotti) är en fiktiv karaktär i den amerikanska såpoperan Glamour och The Young and the Restless. Hon föddes 1980 och har haft flera jobb, men är huvudsakligen designer. Hon var barnvakt till Brooke Logan och Eric Forresters barn, men kom att ha en relation med deras son Rick Forrester. Som ung kvinna halkade hon in i många problematiska situationer, bland annat blev hon drogad och våldtagen, och hade en relation med en yngre man. Hon lämnade såpoperan den 14 april 2005. Karaktären spelas av Adrienne Frantz. 

## Livshistoria

### 1997–2005
Amber anländer till Los Angeles från Death Valley, där hon möter Sheila Carter (Kimberlin Brown) 1997.  